# Teološki fakultet u Ljubljani
Teološki fakultet Sveučilišta u Ljubljani (slov. Teološka fakulteta v Ljubljani) visoko je teološko učilište u sastavu Sveučilišta u Ljubljani.

## Povijest
Teološki studij pokreću isusovci, 1619. godine, nakon što su šestim razredima gimnazije dodali predavanja iz moralne teologije, odnosno kazuistike. S teološkim studijem uveden je i trogodišnji filozofski studij. Tako se krajem 18. stoljeća iz isusovačkog školstva razvio Carsko-kraljevski licej. Za vrijeme Josipa II. ukinut je teološki studij (1783. – 1791.) te filozofski (1785. – 1788.).
Za vrijeme ukinuća teološki studij ostao je ipak u okviru biskupijskoga studija. Godine 1919. teološki fakultet bio je među pet fakulteta koji su utemeljili Sveučilište. Prije Drugoga svjetskog rata 3 rektora bila su sa teološkog fakulteta. Nakon Drugog svjetskog rata Teološki je fakultet isključen iz Sveučilišta datuma 31.(!) lipnja 1952. godine. Ponovno je vraćen u sastav Sveučilišta 18. studenog 1991. godine.

## Katedre
- Katedra filozofije,
- Katedra za Sveto Pismo i židovstvo,
- Katedra za liturgiju,
- Katedra crkvene povijesti i patrologije,
- Katedra psihologije i religijske sociologije,
- Katedra osnovnog bogoslovlja i dijaloga,
- Katedra dogmatske teologije,
- Katedra pastoralne teologije i
- Katedra za crkveno pravo.

## Vanjske poveznice
- Službene stranice fakulteta